# 240スタイル
240スタイル（に・よん・まる・スタイル）は、スカパー!ch240と一部のケーブルテレビに向けて配信されていた通信販売の専門チャンネルである。
2012年3月31日をもって放送を終了した。

## 概要
- 2005年設立。当初は株式会社ダ・ビンチ（名古屋市）が運営していた。2010年3月より、株式会社けんこうTV（静岡市）が運営を行っている。
- 開始当初はshop 240というチャンネル名で、主にオークローンマーケティング（ショップジャパン、エクサボディー、ヒルズコレクション）などの通信販売の番組を中心に編成していた。
- 現在の名称になってからは、随時オートレース中継が加わり、通販もサントリーや東京テレビランドなど様々な企業の番組を放送している。
- 開始以来、毎日24時間（一部メンテナンスによる休止時間あり）無料で放送を行っている。

## 麻雀さんクイーンカップ
2010年の第8回大会から、それまでMONDO TVで放送されていた『麻雀さんクイーンカップ』（女流プロ雀士によるリーグ戦）が本チャンネルに移籍し放送されていた。